# Doğanlı (Tufanbeyli)
Doğanlı ist ein Ortsteil (Mahalle) im Landkreis Tufanbeyli der türkischen Provinz Adana mit 654 Einwohnern (Stand: Ende 2024). Im Jahr 2011 hatte der Ort Doğanlı 814 Einwohner.
Der Name des Ortes erinnert an die ehemals zahlreichen Falken (Doğan) der Region.